# ألفرد والتر
ألفرد والتر (بالألمانية: Alfred Walter)‏ هو موزع نمساوي، ولد في 8 مايو 1929 في Volary ‏ في التشيك، وتوفي في 7 مارس 2004 في بروكسل في بلجيكا.

## وصلات خارجية
- ألفرد والتر على موقع ميوزك برينز (الإنجليزية)
- ألفرد والتر على موقع أول ميوزيك (الإنجليزية)
- ألفرد والتر على موقع ديسكوغز (الإنجليزية)